# Списък с филмите на „Дриймуъркс Пикчърс“
Тази статия е списък с филмите, които са пуснати от „Дриймуъркс Пикчърс“.

## DW Studios, LLC(1997–2012)

### Universal Pictures/DreamWorks Distribution(1997–2006)
| Премиера             | Заглавие                              | Бележки |
| -------------------- | ------------------------------------- | --- |
| 23 септември 1997 г. | Миротворецът                          | първият филм на студиото |
| 19 декември 1997 г.  | Ловът на мишката                      | |
| 25 декември 1997 г.  | Амистад                               | копродукция с HBO Pictures номинация „Златен глобус“ за най-добър филм – драма |
| 17 април 1998 г.     | Поли                                  | копродукция с Mutual Film Company |
| 8 май 1998 г.        | Смъртоносно влияние                   | копродукция с Paramount Pictures |
| 10 юли 1998 г.       | Малките войници                       | северноамериканско разпространение копродукция с Universal Pictures и Amblin Entertainment |
| 24 юли 1998 г.       | Спасяването на редник Райън           | северноамериканско разпространение копродукция с Paramount Pictures, Amblin Entertainment и Mutual Film Company награда БАФТА за най-добър филм награда „Изборът на критиците“ за най-добър филм награда „Златен глобус“ за най-добър филм – драма номинация „Оскар“ за най-добър филм |
| 2 октомври 1998 г.   | Мравката Z                            | копродукция с DreamWorks Animation и Pacific Data Images първият филм, който е пуснат от DreamWorks Animation първата компютърна анимация на DreamWorks |
| 18 декември 1998 г.  | Принцът на Египет                     | копродукция с DreamWorks Animation първата традиционна анимация на DreamWorks |
| 15 януари 1999 г.    | Видението                             | копродукция с Amblin Entertainment |
| 19 март 1999 г.      | Природни сили                         | |
| 21 май 1999 г.       | Любовното писмо                       | |
| 22 юли 1999 г.       | Свърталище на духове                  | |
| 1 октомври 1999 г.   | Американски прелести                  | награда „Оскар“ за най-добър филм награда БАФТА за най-добър филм награда „Изборът на критиците“ за най-добър филм награда „Златен глобус“ за най-добър филм – драма |
| 25 декември 1999 г.  | Галактическа мисия                    | |
| 31 март 2000 г.      | Пътят към Елдорадо                    | копродукция с DreamWorks Animation |
| 5 май 2000 г.        | Гладиатор                             | копродукция с Universal Pictures и Scott Free награда „Оскар“ за най-добър филм награда БАФТА за най-добър филм награда „Изборът на критиците“ за най-добър филм награда „Златен глобус“ за най-добър филм – драма                                                                     |
| 19 май 2000 г.       | Голямото пътуване                     | копродукция с The Mutual Film Company |
| 19 май 2000 г.       | Дребни мошеници                       | |
| 23 юни 2000 г.       | Бягството на пилето                   | копродукция с DreamWorks Animation, Pathé и Aardman Animations първият стоп-моушън анимация на DreamWorks номинация „Златен глобус“ за най-добър филм – мюзикъл или комедия |
| 21 юли 2000 г.       | Прозрачно минало                      | северноамериканско разпространение копродукция с 20th Century Fox и ImageMovers |
| 22 септември 2000 г. | Почти известни                        | копродукция с Vinyl Films и Columbia Pictures номинация БАФТА за най-добър филм номинация „Златен глобус“ за най-добър филм – мюзикъл или комедия |
| 6 октомври 2000 г.   | Запознай се с нашите                  | международно разпространение копродукция с Universal Pictures |
| 13 октомври 2000 г.  | Претендентът                          | копродукция с Cinerenta Medienbeteiligungs KG |
| 3 ноември 2000 г.    | Легенда за Багър Ванс                 | северноамериканско разпространение копродукция с 20th Century Fox и Allied Filmakers |
| 22 декември 2000 г.  | Корабокрушенецът                      | международно разпространение копродукция с 20th Century Fox, ImageMovers и Playtone |
| 25 декември 2000 г.  | Мъжки мечти                           | копродукция с Columbia Pictures |
| 2 март 2001 г.       | Мексиканецът                          | северноамериканско разпространение копродукция с Newmarket Films |
| 18 май 2001 г.       | Шрек                                  | копродукция с DreamWorks Animation и PDI/DreamWorks първа награда „Оскар“ за най-добър пълнометражен анимационен филм номинация БАФТА за най-добър филм номинация „Златен глобус“ за най-добър филм – драма                                                                            |
| 8 юни 2001 г.        | Еволюция                              | северноамериканско разпространение копродукция с Columbia Pictures и The Montecito Picture Company |
| 29 юни 2001 г.       | Изкуствен интелект                    | международно театрално и северноамериканско разпространение за домашно видео копродукция с Warner Bros. и Amblin Entertainment |
| 24 август 2001 г.    | Проклятието на скорпиона              | съвместно с VCL Communications GmbH |
| 19 октомври 2001 г.  | Последният замък                      | |
| 21 декември 2001 г.  | Красив ум                             | копродукция с Universal Pictures и Amblin Entertainment награда „Оскар“ за най-добър филм награда „Изборът на критиците“ за най-добър филм номинация „Златен глобус“ за най-добър филм – драма номинация БАФТА за най-добър филм                                                       |
| 8 март 2002 г.       | Машината на времето                   | северноамериканско разпространение копродукция с Warner Bros и Parkes/MacDonald Productions |
| 3 май 2002 г.        | Финал по холивудски                   | копродукция с The Kennedy/Marshall Company |
| 24 май 2002 г.       | Спирит                                | копродукция с DreamWorks Animation номинация „Оскар“ за най-добър пълнометражен анимационен филм |
| 21 юни 2002 г.       | Специален доклад                      | международно театрално и северноамериканско разпространение за домашно видео копродукция с 20th Century Fox и Amblin Entertainment |
| 12 юли 2002 г.       | Път към отмъщение                     | копродукция с 20th Century Fox |
| 27 септември 2002 г. | Смокинг                               | копродукция с Vanguard Films и Parkes/MacDonald Productions |
| 18 октомври 2002 г.  | Предизвестена смърт                   | копродукция с MacDonald/Parkes Productions и BenderSpink, Inc. |
| 25 декември 2002 г.  | Хвани ме, ако можеш                   | копродукция с Amblin Entertainment и Parkes/MacDonald Productions |
| 31 януари 2003 г.    | Бързи момчета                         | |
| 21 февруари 2003 г.  | Доброто старо време                   | копродукция с The Montecito Picture Company |
| 28 март 2003 г.      | Държавен глава                        | |
| 2 юли 2003 г.        | Синбад: Легендата за седемте морета   | копродукция с DreamWorks Animation последната традиционна анимация на DreamWorks |
| 25 юли 2003 г.       | Воля за победа                        | копродукция с Universal Pictures, Touchstone Pictures, Spyglass Entertainment и The Kennedy/Marshall Company номинация „Оскар“ за най-добър филм награда „Изборът на критиците“ за най-добър филм награда „Златен глобус“ за най-добър филм – драма                                    |
| 19 септември 2003 г. | И още нещо                            | копродукция с Hyde Park Entertainment |
| 21 ноември 2003 г.   | Котката с шапка                       | международно разпространение копродукция с Universal Pictures и Imagine Entertainment |
| 19 декември 2003 г.  | Къщата от пясък и мъгла               | копродукция с Cobalt Media Group |
| 25 декември 2003 г.  | Заплащането                           | копродукция с Paramount Pictures |
| 23 януари 2004 г.    | Спечели среща с Тед Хамилтън          | |
| 20 февруари 2004 г.  | Европейско пътешествие                | копродукция с The Montecito Picture Company |
| 30 април 2004 г.     | Завист                                | копродукция с Columbia Pictures, Castle Rock Entertainment и Baltimore/Spring Creek Pictures |
| 21 май 2004 г.       | Шрек 2                                | копродукция с DreamWorks Animation и PDI/DreamWorks номинация „Оскар“ за най-добър пълнометражен анимационен филм |
| 11 юни 2004 г.       | Степфордски съпруги                   | копродукция с Paramount Pictures |
| 18 юни 2004 г.       | Терминалът                            | копродукция с Amblin Entertainment и Parkes/MacDonald Productions |
| 9 юли 2004 г.        | Водещият                              | копродукция с Apatow Productions |
| 6 август 2004 г.     | Съучастникът                          | северноамериканско разпространение копродукция с Paramount Pictures и Parkes/MacDonald Productions |
| 1 октомври 2004 г.   | История с акули                       | копродукция с DreamWorks Animation |
| 22 октомври 2004 г.  | Да преживееш Коледа                   | |
| 17 декември 2004 г.  | Лемъни Сникет: Поредица от злополучия | международно разпространение копродукция с Paramount Pictures и Nickelodeon Movies |
| 22 декември 2004 г.  | Запознай ме с вашите                  | международно разпространение копродукция с Universal Pictures и Everyman Pictures |
| 18 май 2005 г.       | Предизвестена смърт 2                 | копродукция с The Kennedy/Marshall Company и Parkes/MacDonald Productions |
| 27 май 2005 г.       | Мадагаскар                            | копродукция с DreamWorks Animation и PDI/DreamWorks |
| 29 юни 2005 г.       | Война на световете                    | копродукция с Paramount Pictures и Amblin Entertainment |
| 22 юли 2005 г.       | Островът                              | копродукция с Warner Bros и Parkes/MacDonald Productions |
| 19 август 2005 г.    | Нощен полет                           | |
| 16 септември 2005 г. | Истина ли е...                        | |
| 7 октомври 2005 г.   | Уолъс и Громит: Проклятието на заека  | копродукция с DreamWorks Animation и Aardman Animations последният филм на DreamWorks Animation, който е разпространен от DreamWorks Pictures награда „Оскар“ за най-добър пълнометражен анимационен филм                                                                              |
| 14 октомври 2005 г.  | Печелившата от Дефайънс, Охайо        | копродукция с Revolution Studios и ImageMovers |
| 21 октомври 2005 г.  | Мечтател                              | |
| 9 декември 2005 г.   | Мемоарите на една гейша               | единствен студиен надпис копродукция с Columbia Pictures, Spyglass Entertainment, Amblin Entertainment и Red Wagon Entertainment Награда „Изборът на критиците“ за най-добър филм |
| 23 декември 2005 г.  | Мюнхен                                | копродукция с Universal Pictures, Alliance Atlantis, Amblin Entertainment и The Kennedy/Marshall Company номинация „Оскар“ за най-добър филм Награда „Изборът на критиците“ за най-добър филм                                                                                          |
| 28 декември 2005 г.  | Мач пойнт                             | щатско разпространение копродукция с BBC Films номинация „Златен глобус“ за най-добър филм – драма |

### DreamWorks Pictures/Paramount Pictures(2006–10)
| Премиера             | Заглавие                                   | Бележки |
| -------------------- | ------------------------------------------ | --- |
| 17 март 2006 г.      | Тя е пич                                   | копродукция с Lakeshore Entertainment и The Donners' Company |
| 15 септември 2006 г. | Последната целувка                         | копродукция с Lakeshore Entertainment |
| 20 октомври 2006 г.  | Знамената на бащите ни                     | копродукция с Warner Bros., Malpaso Productions и Amblin Entertainment |
| 25 декември 2006 г.  | Мечтателки                                 | копродукция с Paramount Pictures |
| 5 януари 2007 г.     | Парфюмът: Историята на един убиец          | копродукция с Summit Entertainment, Constantin Film, Bernd Eichinger Productions и Davis Films                                                                                        |
| 2 февруари 2007 г.   | Писма от Иво Джима                         | копродукция с Warner Bros., Malpaso Productions и Amblin Entertainment |
| 9 февруари 2007 г.   | Норбит                                     | копродукция с Davis Entertainment и Eddie Murphy Productions |
| 30 март 2007 г.      | Кънки с тъп връх                           | копродукция с MTV Films, Red Hour Films и Smart Entertainment |
| 13 април 2007 г.     | Дистърбия                                  | копродукция с Cold Spring Pictures and The Montecito Picture Company |
| 3 юли 2007 г.        | Трансформърс                               | северноамериканско разпространение копродукция с Paramount Pictures и Hasbro Films |
| 5 октомври 2007 г.   | Хем боли, хем сърби                        | |
| 19 октомври 2007 г.  | Нещата, които изгубихме в огъня            | |
| 14 декември 2007 г.  | Ловецът на хвърчила                        | копродукция с Paramount Classics, Sidney Kimmel Entertainment и Participant Productions                                                                                               |
| 21 декември 2007 г.  | Суини Тод: Бръснарят демон от Флийт Стрийт | копродукция с Warner Bros., Parkes/MacDonald Productions и The Zanuck Company |
| 4 април 2008 г.      | Руините                                    | копродукция с Spyglass Entertainment и Red Hour Films |
| 13 август 2008 г.    | Тропическа буря                            | копродукция с Red Hour Productions |
| 19 септември 2008 г. | Градът на духовете                         | копродукция с Spyglass Entertainment и Pariah |
| 26 септември 2008 г. | Орлово око                                 | копродукция с K/O Paper Products |
| 26 декември 2008 г.  | Пътят на промените                         | копродукция с BBC Films и Paramount Vantage |
| 16 януари 2009 г.    | Хотел за кучета                            | копродукция с Nickelodeon Movies, Cold Spring Pictures, The Donners' Company и The Montecito Picture Company                                                                          |
| 30 януари 2009 г.    | Неканените                                 | копродукция с Cold Spring Pictures, Parkes/MacDonald Productions, The Montecito Picture Company и Vertigo Entertainment                                                               |
| 20 март 2009 г.      | Обичам те, човече                          | копродукция с De Line Pictures и The Montecito Picture Company |
| 24 април 2009 г.     | Солистът                                   | единствен студиен надпис копродукция с Universal Pictures, Paramount Pictures, StudioCanal, Participant Media, Between Two Trees, Working Title Films и Krasnoff Foster Entertainment |
| 24 юни 2009 г.       | Трансформърс: Отмъщението                  | северноамериканско разпространение копродукция с Paramount Pictures и Hasbro Studios                                                                                                  |
| 11 декември 2009 г.  | Очи от рая                                 | копродукция с Paramount Pictures, Film4 и Wingnut Films |
| 12 март 2010 г.      | Тя не ми е по джоба                        | копродукция с Paramount Pictures и Mosaic Media Group |

#### DW Studios, LLC(2009–12)
| Премиера            | Заглавие              | Бележки | Американски разпространител | Международен разпространител |
| ------------------- | --------------------- | --- | --------------------------- | ---------------------------- |
| 4 декември 2009 г.  | Високо в небето       | номинация „Оскар“ за най-добър филм продуциран с Cold Spring Pictures, The Montecito Picture Company, Rickshaw Productions, Right of Way Films | Paramount Pictures          | Paramount Pictures           |
| 30 юли 2010 г.      | Вечеря за идиоти      | копродукция с Spyglass Entertainment, Parkes/MacDonald Productions и Everyman Pictures, Reliance Entertainment                                 | Paramount Pictures          | Paramount Pictures           |
| 22 декември 2010 г. | Запознай се с малките | продуциран с Relativity Media, TriBeCa Productions и Everyman Pictures                                                                         | Universal Pictures          | Paramount Pictures           |
| 21 януари 2011 г.   | Просто секс           | копродукция с Cold Spring Pictures LLC, Spyglass Entertainment Funding, LLC и Montecito Picture Co.                                            | Paramount Pictures          | Paramount Pictures           |
| 9 март 2012 г.      | Хиляда думи           | продуциран с Saturn Films, Eddie Murphy Productions и Work After Midnight Films                                                                | Paramount Pictures          | Paramount Pictures           |

## DreamWorks II Distribution Co., LLC(2011–16)
| Премиера            | Заглавие                  | Бележки | Американски разпространител         | Международен разпространител                                            |
| ------------------- | ------------------------- | --- | ----------------------------------- | ----------------------------------------------------------------------- |
| 18 февруари 2011 г. | Аз съм номер четири       | копродукция с Reliance Entertainment | Walt Disney Studios Motion Pictures | Walt Disney Studios Motion Pictures                                     |
| 29 юли 2011 г.      | Каубои и извънземни       | копродукция с Relativity Media, Reliance Entertainment и Imagine Entertainment | Universal Pictures                  | Paramount Pictures                                                      |
| 10 август 2011 г.   | Южнячки                   | копродукция с Reliance Entertainment, Participant Media, Imagenation Abu Dhabi, 1492 Pictures, и Harbinger Pictures номинация „Оскар“ за най-добър филм                                             | Walt Disney Studios Motion Pictures | Walt Disney Studios Motion Pictures                                     |
| 19 август 2011 г.   | Нощта на ужасите          | копродукция с Reliance Entertainment | Walt Disney Studios Motion Pictures | Walt Disney Studios Motion Pictures                                     |
| 7 октомври 2011 г.  | Жива стомана              | копродукция с ImageMovers, Reliance Entertainment и 21 Laps Entertainment | Walt Disney Studios Motion Pictures | Walt Disney Studios Motion Pictures                                     |
| 25 декември 2011 г. | Боен кон                  | копродукция с Reliance Entertainment, Amblin Entertainment и The Kennedy/Marshall Company номинация „Оскар“ за най-добър филм                                                                       | Walt Disney Studios Motion Pictures | Walt Disney Studios Motion Pictures                                     |
| 29 юни 2012 г.      | Хора като нас             | копродукция с Reliance Entertainment и K/O Paper Products | Walt Disney Studios Motion Pictures | Walt Disney Studios Motion Pictures                                     |
| 16 ноември 2012 г.  | Линкълн                   | копродукция с 20th Century Fox, Reliance Entertainment, TSG Entertainment, Participant Media, Amblin Entertainment и The Kennedy/Marshall Company номинация „Оскар“ за най-добър филм               | Walt Disney Studios Motion Pictures | 20th Century Fox                                                        |
| 18 октомври 2013 г. | Петата власт              | копродукция с Reliance Entertainment, Participant Media и Anonymous Content | Walt Disney Studios Motion Pictures | Walt Disney Studios Motion Pictures / Mister Smith Entertainment (ЕБИА) |
| 22 ноември 2013 г.  | Кой е баща ни?            | копродукция с Reliance Entertainment | Walt Disney Studios Motion Pictures | Walt Disney Studios Motion Pictures / Mister Smith Entertainment (ЕБИА) |
| 14 март 2014 г.     | Жажда за скорост          | копродукция с Reliance Entertainment, Electronic Arts и Bandito Brothers | Walt Disney Studios Motion Pictures | Walt Disney Studios Motion Pictures / Mister Smith Entertainment (ЕБИА) |
| 8 август 2014 г.    | На един черпак разстояние | копродукция с Reliance Entertainment, Participant Media, Image Nation, Amblin Entertainment и Harpo Films                                                                                           | Walt Disney Studios Motion Pictures | Walt Disney Studios Motion Pictures                                     |
| 16 октомври 2015 г. | Мостът на шпионите        | копродукция с Fox 2000 Pictures, Reliance Entertainment, Participant Media, Marc Platt Productions, TSG Entertainment, Studio Babelsberg и Amblin Entertainment номинация „Оскар“ за най-добър филм | Walt Disney Studios Motion Pictures | 20th Century Fox                                                        |
| 2 септември 2016 г. | Светлина между два океана | копродукция с Reliance Entertainment, Participant Media и Heyday Films | Walt Disney Studios Motion Pictures | Walt Disney Studios Motion Pictures / Mister Smith Entertainment (ЕБИА) |

## Storyteller Distribution Co., LLC (2016–настояще)
Филмите на DreamWorks са продуцирани като подразпределение на Amblin Partners. Някои от тези филми са пуснати от Universal Pictures.
| Премиера             | Заглавие                    | Бележки | Американски разпространител | Международен разпространител                                             |
| -------------------- | --------------------------- | --- | --------------------------- | ------------------------------------------------------------------------ |
| 7 октомври 2016 г.   | Момичето от влака           | копродукция с Reliance Entertainment и Marc Platt Productions | Universal Pictures          | Mister Smith Entertainment (ЕБИА) Universal Pictures (в световен мащаб)  |
| 9 декември 2016 г.   | Коледно парти               | копродукция с Reliance Entertainment, Entertainment 360 и Bluegrass Films | Paramount Pictures          | Mister Smith Entertainment ([ЕБИА) Paramount Pictures (в световен мащаб) |
| 31 март 2017 г.      | Дух в броня                 | копродукция с Reliance Entertainment и Arad Productions | Paramount Pictures          | Paramount Pictures                                                       |
| 27 октомври 2017 г.  | Благодарим за вашата служба | копродукция с Reliance Entertainment и Rahway Road Productions | Universal Pictures          | Mister Smith Entertainment (ЕБИА) Universal Pictures (в световен мащаб)  |
| 22 декември 2017 г.  | Вестник на властта          | копродукция с TSG Entertainment, Reliance Entertainment, Amblin Entertainment, Participant Media, Pascal Pictures и Star Thrower Entertainment номинация „Оскар“ за най-добър филм | 20th Century Fox            | Mister Smith Entertainment (ЕБИА) Universal Pictures (в световен мащаб)  |
| 12 октомври 2018 г.  | Първият човек               | копродукция с Temple Hill Entertainment и Perfect World Pictures | Universal Pictures          | Universal Pictures                                                       |
| 16 ноември 2018 г.   | Зелената книга              | копродукция с Participant Media награда „Оскар“ за най-добър филм | Universal Pictures          | Mister Smith Entertainment (ЕБИА) Universal Pictures (в световен мащаб)  |
| 21 декември 2018 г.  | Добре дошли в Марвен        | копродукция с ImageMovers и Perfect World Pictures | Universal Pictures          | Universal Pictures                                                       |
| 25 декември 2019 г.  | 1917                        | копродукция с Neal Street Productions, Mogambo и New Republic Pictures номинация „Оскар“ за най-добър филм                                                                         | Universal Pictures          | Mister Smith Entertainment (ЕБИА) Universal Pictures (в световен мащаб)  |
| 24 януари 2020 г.    | Обръщането                  | копродукция с Amblin Entertainment и Vertigo Entertainment | Universal Pictures          | Mister Smith Entertainment (ЕБИА) Universal Pictures (в световен мащаб)  |
| 25 септември 2020 г. | Процесът срещу Чикаго 7     | копродукция с Paramount Pictures, Cross Creek Pictures и Marc Platt Productions номинация „Оскар“ за най-добър филм                                                                | Netflix                     | Netflix                                                                  |
| 29 май 2021 г.       | Oslo                        | копродукция с HBO Films, Bold Films и Marc Platt Productions | HBO                         | HBO                                                                      |
| 30 юли 2021 г.       | Stillwater                  | копродукция с Participant, Anonymous Content, Slow Pony, Amblin Partners и 3dot Productions                                                                                        | Focus Features              | Mister Smith Entertainment (ЕБИА) Universal Pictures (в световен мащаб)  |
| 5 август 2022 г.     | Easter Sunday               | копродукция с Rideback | Universal Pictures          | Universal Pictures                                                       |
| 27 януари 2023 г.    | Distant                     | копродукция с Amblin Entertainment, Reliance Entertainment, Automatik Entertainment and Six Foot Turkey Productions                                                                | Universal Pictures          | Universal Pictures                                                       |